# Neolucia insulana
Neolucia insulana är en fjärilsart som beskrevs av Waterhouse och Charles Lyell 1914. Neolucia insulana ingår i släktet Neolucia och familjen juvelvingar. Inga underarter finns listade i Catalogue of Life.